# Lam On Ki
Angie Lam On Ki (chinesisch 林安琪, Pinyin Lín Ānqí, Jyutping Lam4 On1kei4; * 20. April 1992 in Hongkong) ist eine Sprinterin aus Hongkong.

## Sportliche Laufbahn
Erste internationale Erfahrungen sammelte Lam On Ki bei den Jugendweltmeisterschaften 2009 in Brixen, bei denen sie über 100 Meter in das Viertelfinale gelangte. Bei den Asienmeisterschaften in Guangzhou belegte sie mit der Hongkonger 4-mal-100-Meter-Staffel den sechsten Platz. 2010 wurde sie bei den Juniorenasienmeisterschaften in Hanoi Vierte über 100 Meter sowie Fünfte mit der Staffel. Daraufhin nahm sie an den Juniorenweltmeisterschaften im kanadischen Moncton teil, schied dort aber bereits in der ersten Runde aus. Bei den Asienspielen in Guangzhou konnte sie im Einzelbewerb ebenfalls nicht das Finale erreichen und belegte mit der Hongkonger Stafette Platz sieben. 2012 gelangte sie bei den Hallenasienmeisterschaften in Hangzhou ins Halbfinale über 60 Meter.
2013 nahm sie erneut an den Asienmeisterschaften in Pune teil und erreichte dort Platz fünf mit der Staffel und schied über 100 Meter im Vorlauf aus. Bei den Ostasienspielen in Tianjin wurde sie Achte über 100 Meter und Vierte mit der Staffel. 2014 erreichte sie bei den Hallenasienmeisterschaften in Hangzhou im Finale den achten Rang über 60 Meter. Bei den Asienspielen in Incheon qualifizierte sie sich über 100 Meter nicht für das Finale und erreichte mit der Staffel Platz acht. 2015 schied sie sowohl bei den Asienmeisterschaften in Wuhan über 100 Meter, als auch bei den Studentenweltspielen in Gwangju über 100 und 200 Meter in der ersten Runde aus. 2016 gelangte sie bei den Hallenasienmeisterschaften in Doha mit neuem Landesrekord über 60 Meter in das Finale und belegte dort Rang acht. Bei den Hallenweltmeisterschaften in Portland schied sie aber bereits in der ersten Runde aus.
2017 erreichte sie Studentin der Polytechnischen Universität Hongkong das Halbfinale über 100 Meter bei den Asienmeisterschaften in Bhubaneswar sowie das Viertelfinale bei der Sommer-Universiade in Taipeh. Anfang September belegte sie bei den Asian Indoor & Martial Arts Games in Aşgabat den siebten Platz über 60 Meter. 2018 nahm sie an den Hallenasienmeisterschaften in Teheran teil und belegte dort in 7,46 s Platz vier über 60 Meter. Im Jahr darauf erreichte sie bei den Asienmeisterschaften in Doha das Halbfinale, in dem sie mit 11,69 s ausschied.
2019 wurde Lam Hongkonger Meisterin im 100-Meter-Lauf.

## Persönliche Bestleistungen
- 100 Meter: 11,62 s (+0,4 m/s), 21. April 2019 in Doha (Hongkonger Rekord)
  - 60 Meter (Halle): 7,45 s, 19. Februar 2016 in Doha (Hongkonger Rekord)
- 200 Meter: 27,23 s (−1,8 m/s), 9. Juli 2015 in Gwangju